# Octans
Octans, o Oitante, é uma constelação do hemisfério celestial sul. O genitivo, usado para formar nomes de estrelas, é Octantis.
No Oitante está o polo sul celeste, com  Sigma Octantis sendo a estrela vísivel a olho nu mais próxima do eixo.

## História
A constelação do Oitante foi definida pelo abade e astrônomo francês Nicolas Louis de Lacaille, que passou os anos de 1751 e 1752 catalogando as estrelas dos céus do sul na Cidade do Cabo.
O nome é uma homenagem ao instrumento de navegação náutica oitante, criado pelo matemático inglês John Hadley em 1751; tanto que de início a constelação era chamada de "Octans Nautica" ou "Octans Hadleianus".      
Graças a seu pouco brilho e definição recente, e principalmente à sua localização no extremo sul da latitude  celeste, não há nenhuma mitologia famosa associada ao Oitante. 

## Características
As constelações vizinhas, segundo as fronteiras modernas, são o Tucano, o Índio, o Pavão, a Ave-do-paraíso, o Camaleão, a Meseta e a Hidra Macho.
Como esta é uma constelação circumpolar ao polo celeste sul, pode ser vista durante todo o ano no hemisfério sul. A ascensão reta e os meses de melhor visibilidade são quando as três estrelas mais brilhantes estão em seu ponto mais alto no céu entre outubro e início de novembro.
1. ↑  Staal 1988, p. 257.